# Marcel Mouloudji
Marcel Mouloudji, dit Mouloudji, né le 16 septembre 1922 dans le 4e arrondissement de Paris et mort le 14 juin 1994 à Neuilly-sur-Seine, est un chanteur, auteur-compositeur-interprète, peintre, romancier et acteur français.
Ses chansons, tour à tour engagées et sentimentales, évoquent l'amour, la guerre, la nostalgie entre tristesse et solitude. Il a notamment chanté ses propres textes (Un jour, tu verras, Faut vivre...) et interprété de grands auteurs tels que Boris Vian, Bernard Dimey, Jean Genêt ou encore Jacques Prévert.

## Biographie

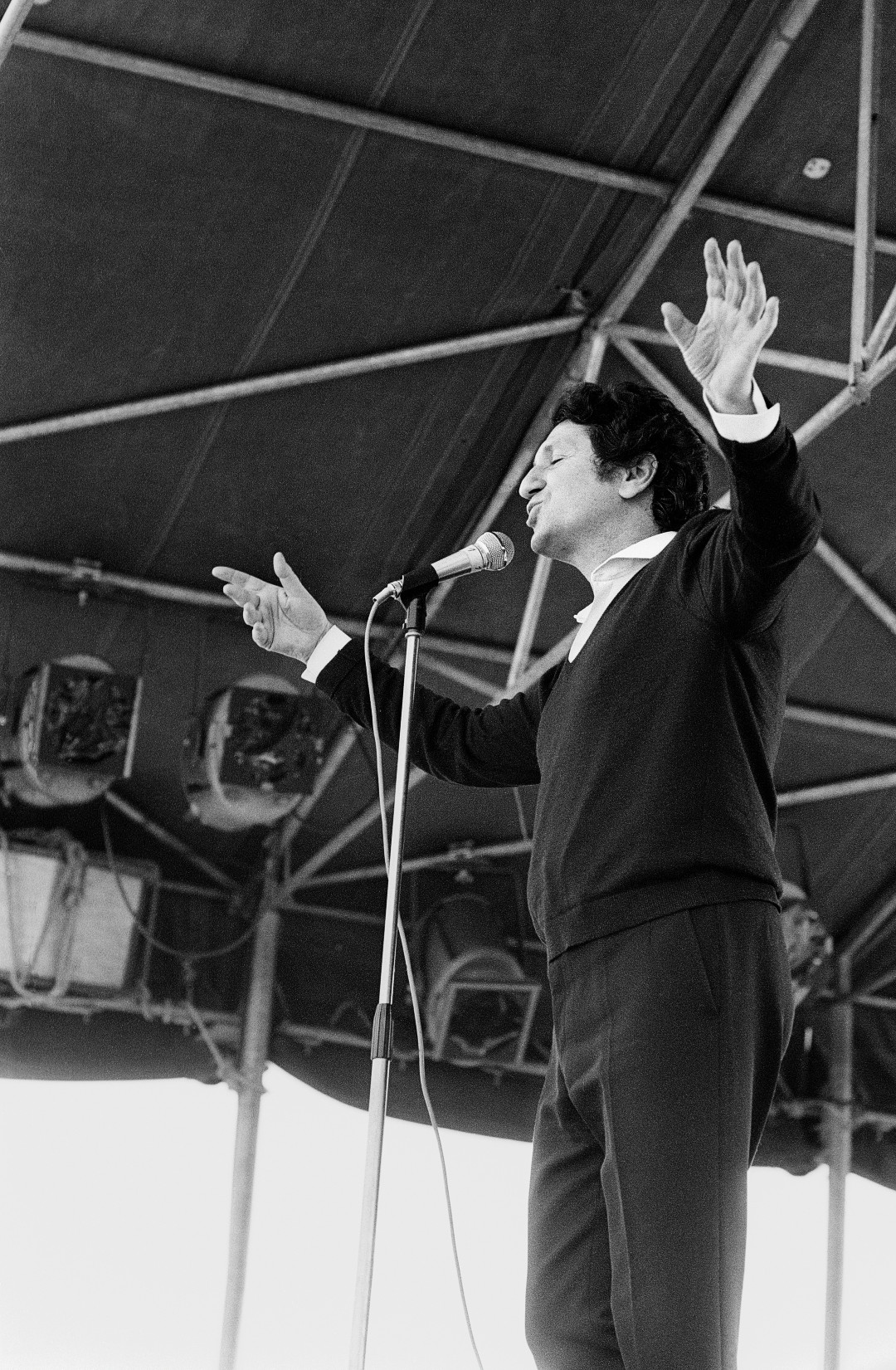
Mouloudji, fête du PSU, Colombes, 1973.

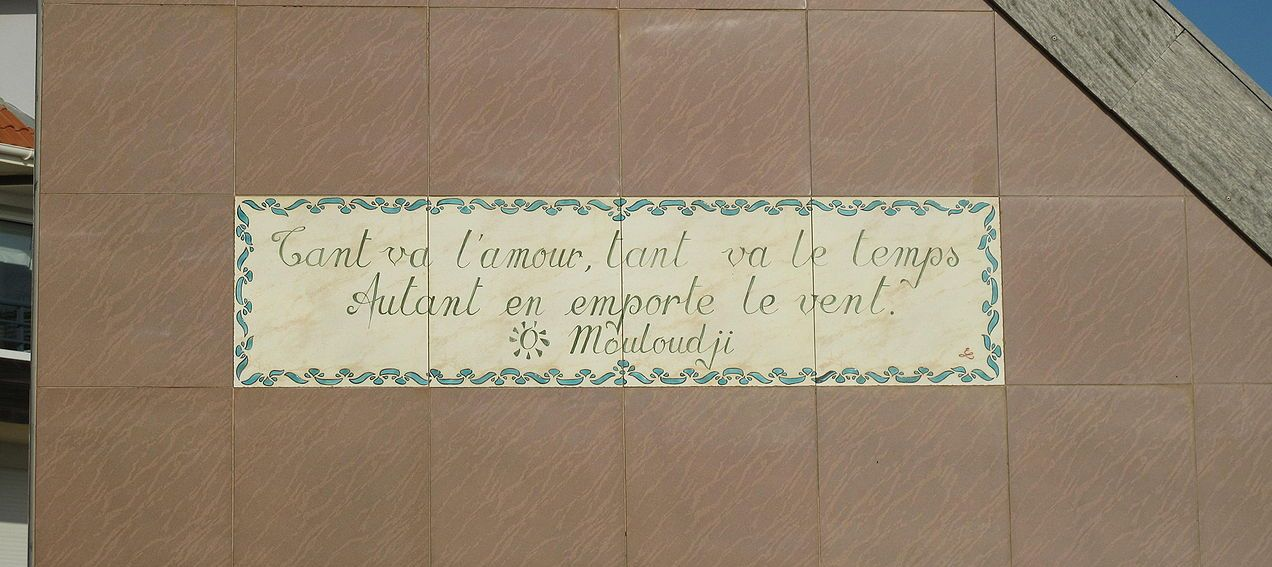
Phrase d'une chanson de Mouloudji sur un cadran solaire à Capbreton.

### Jeunesse
Marcel Mouloudji naît en 1922 à Paris, d'un père maçon et d'une mère aide-ménagère. Son père, Saïd Mouloudji, est né en 1896 en Algérie française dans le village kabyle de Leflaye (tribu d'Aït Waghlis, daïra de Sidi-Aïch), et sa mère, Eugénie Roux, est une Bretonne née à Paris en 1901. La famille connaît de graves problèmes : alors que Marcel n'a que dix ans, sa mère est hospitalisée pour trouble psychique et son père, analphabète, logé dans une chambre de bonne, a du mal à élever ses deux fils dont l'aîné, André, est gravement malade et le second, un doux rêveur qui trouve à se loger au hasard des rencontres.
Durant son adolescence, Marcel s'inscrit avec son frère dans un mouvement de jeunesse de gauche, les Faucons rouges, proche de la SFIO, animé par des éducateurs issus de différents courants du monde ouvrier. Il est élève à l'École des enfants du spectacle.
En 1935, il fait la connaissance de Sylvain Itkine, metteur en scène membre du Groupe Octobre, organisation affiliée à la Fédération des théâtres ouvriers de France. Marcel Maillot, directeur d'une colonie de vacances du Syndicat du livre, le pousse à chanter avec son frère. Il est bientôt remarqué par Jean-Louis Barrault, qui cherche un enfant pour un spectacle. Durant cette période, Marcel est ainsi hébergé par Jean-Louis Barrault, qui l'introduit dans le milieu artistique de Paris. Il y participe à la vie artistique associée au Front populaire en 1936.

### Débuts
En 1936, il figure dans le film La Guerre des gosses de Jacques Daroy.
En 1937, pour le film Claudine à l'école de Serge de Poligny, le scénariste Jacques Constant, autour de Blanchette Brunoy, crée le personnage du « petit Moulou », bientôt Mouloudji.
En 1938, Marcel interprète l'un des trois jeunes héros des Disparus de Saint-Agil de Christian-Jaque.
En 1939, Marcel joue le rôle de Louis dans le film de Christian-Jaque L'Enfer des anges, film sélectionné au Festival de Cannes 1939 qui n'eut pas lieu, et sorti en février 1941.

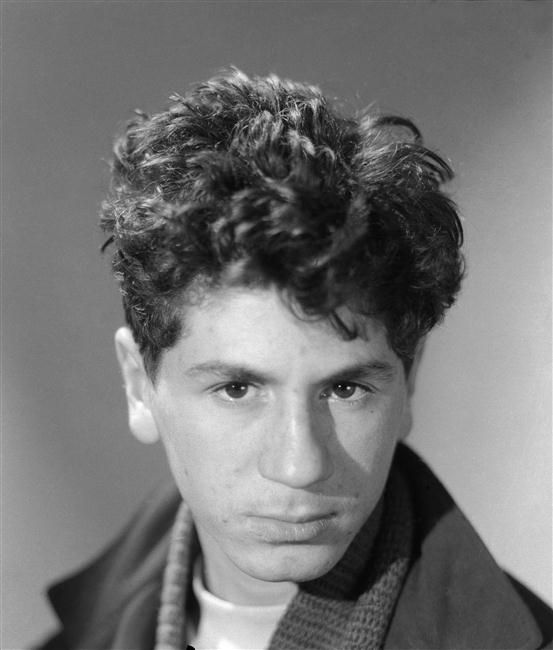
En 1939, il pose pour le Studio Harcourt avant d'entrer, pendant la guerre, dans une semi-clandestinité puis de travailler discrètement pour la Fernsehsender Paris, au 13-15 rue Cognacq-Jay.

En 1942, il interprète le rôle d'Ephraïm Luska dans le film d'Henri Decoin, Les inconnus dans la maison, d'après Georges Simenon.
Pendant la guerre, Marcel Mouloudji vit dans une semi-clandestinité.
Il fréquente Jean-Paul Sartre et Simone de Beauvoir, qui évoque fréquemment Mouloudji dans La Force de l'âge et dans La Force des choses I.
Il rencontre sa femme, Louise Fouquet, en 1943.
À partir de 1943, Mouloudji travaille pour la télévision allemande de Paris « Fernsehsender Paris » dans les studios du 13-15 rue Cognacq-Jay où il côtoie Howard Vernon, Suzy Solidor, Henri Cochet, Léon Smet (père du futur Johnny Hallyday, à qui il doit son emploi de machiniste au sein de la chaîne), le chorégraphe Serge Lifar ainsi que les acteurs Serge Reggiani et Jacques Dufilho.
En 1944, il reçoit le Prix de la Pléiade pour son premier roman autobiographique Enrico.
Après la guerre, il devient une figure de la vie artistique de Saint-Germain-des-Prés. « C'est un de ces garçons qu'on regrette de ne pas voir plus souvent ; mais il fait tout ce qu'il fait avec un talent indiscutable et c'est pourquoi on hésite à le déranger : il travaille pour nous », écrit de lui Boris Vian dans le Manuel de Saint-Germain-des-Prés en 1950. Il participe au film Boule de Suif de Christian-Jaque en 1945 et tient le rôle d'un demi-fou dans le film Les Eaux troubles d´Henri Calef en 1949.

### Consécration

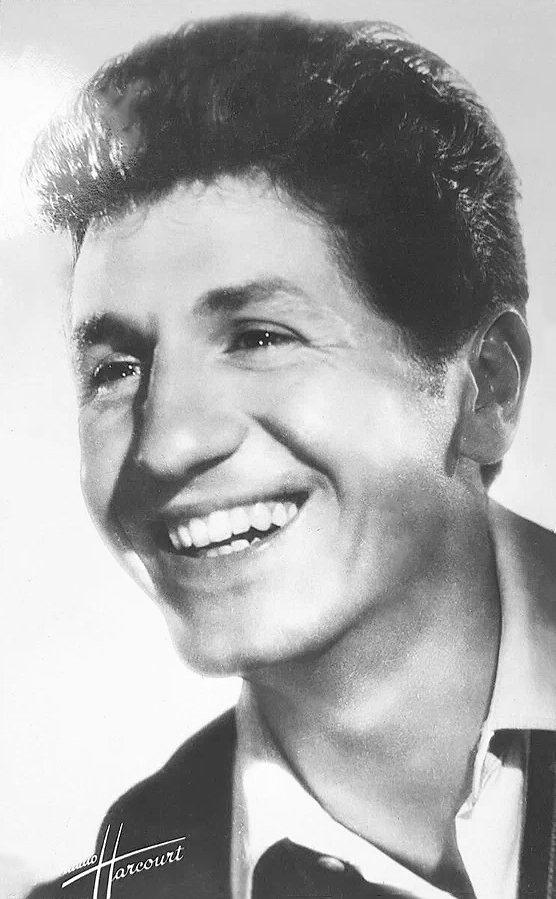
Marcel Mouloudji en 1954 (Studio Harcourt).

Il obtient son premier grand succès dans la chanson grâce à son interprétation de La Complainte des infidèles, extraite du film La Maison Bonnadieu de Carlo Rim (1951). La même année, au cabaret La Fontaine des Quatre-Saisons, il croise, sans le savoir, Barbara qui au terme de son audition ne reçoit qu'une place de plongeuse, la programmation de l'année étant déjà bouclée. Jacques Prévert indique : « Quand j’ai rencontré Mouloudji, c’était un enfant, un petit garçon. Il n’avait pas ce qu’il est convenu d’appeler une jolie voix, mais une voix vraie, vivante, troublante, drôle et parfois déchirante, c’était la sienne, la voix des rues, la voix du cœur, il a grandi mais il chante pareil. De là son charme. »
En 1952, il tient un premier rôle, celui d'un jeune délinquant embrigadé dans la Résistance, dans le film d'André Cayatte, Nous sommes tous des assassins, un plaidoyer contre la peine de mort.
Jacques Canetti, agent artistique et patron du cabaret Les Trois Baudets, mène Mouloudji au succès dans la chanson. Il lui fait enregistrer Comme un p'tit coquelicot qui obtient le Grand Prix du disque 1953 et le prix Charles-Cros en 1952 et 1953. Même succès, en 1954, avec Un jour tu verras, chanson extraite du film à sketches Secrets d’alcôve (sketch Riviera express de Ralph Habib).
Le 7 mai 1954, jour de la défaite de Ðiện Biên Phủ, Boris Vian crée la chanson Le Déserteur au cabaret La Fontaine des Quatre-Saisons. Interdite de diffusion durant plusieurs années, cette chanson connaît seulement un succès de scène. Dans les cabarets en vogue, Mouloudji met cette chanson à son répertoire, en modifiant un peu le texte. Il interprète également des chansons de Jacques Prévert.
En 1955, Mouloudji tient le haut de l'affiche à l'Alhambra. Plutôt interprète, il commence à écrire de plus en plus ses propres textes à la fin des années 1950.

### Reconnaissance
En 1958, il fait l'une de ses dernières apparitions au cinéma dans Rafles sur la ville de Pierre Chenal et dans un film hispano-suédois, Deux hommes sont arrivés (Llegaron dos hombres).
Mouloudji crée sa propre maison de disques, Productions Mouloudji et sa société d'éditions Musicales Éditions Mouloudji en 1964. Il remporte des succès d'estime grâce à une collaboration fructueuse avec la compositrice Cris Carol : L'Adagio du Pont Caulaincourt (1968), Les Beatles de 40 (1965), Faut vivre (1973), tout en produisant de nombreux artistes comme Graeme Allwright, Pol Serge, Jean-Claude Drouot, Catherine Paysan, Hélène Martin, Jacqueline Huet, etc,[source insuffisante]. Il est aussi présent dans les premières réunions de sensibilisation de la jeunesse à la cause vietnamienne.
En 1970, il est sur la scène du Théâtre de la Porte-Saint-Martin dans la comédie musicale La Neige en été, aux côtés de Nicole Croisille et de Régine.
Il soutient François Mitterrand pour l'élection présidentielle de 1974.
En 1975, il chante au Festival du Marais.
En 1976, il enregistre avec l'accordéoniste Marcel Azzola une anthologie du musette, Et ça tournait.
| Image externe |                                                                                  |
|               | Pochette et étiquettes du disque Et ça tournait! avec Mouloudji et Marcel Azzola |

### Fin de carrière et mort
En 1980 après la sortie de l'album Inconnus Inconnues il donne d'innombrables concerts dans tout le pays, sans que les médias y fassent beaucoup écho. Puis, fatigué, il consacre plus de temps à l'écriture et à la peinture, ses anciennes amours. En 1986, il se produit au tout nouveau Théâtre libertaire de Paris. En 1987, on le retrouve sur scène à l'Élysée Montmartre.
Il publie ses souvenirs de jeunesse dans Le Petit Invité aux éditions Balland en 1989 et dans La Fleur de l'âge aux éditions Grasset en 1991.
En 1992, une pleurésie lui enlève en partie sa voix. Cela ne l'empêche pas d'enregistrer un album qui ne verra pas le jour. Le 17 novembre 1993, il chante dans la carrière de la Sablière à Châteaubriant (Loire-Atlantique), lieu de l'exécution de 27 otages communistes, dont Guy Môquet, le 22 octobre 1941.
En mars 1994, il est invité au festival Chorus des Hauts-de-Seine en région parisienne, et donne un dernier récital près de Nancy en avril.

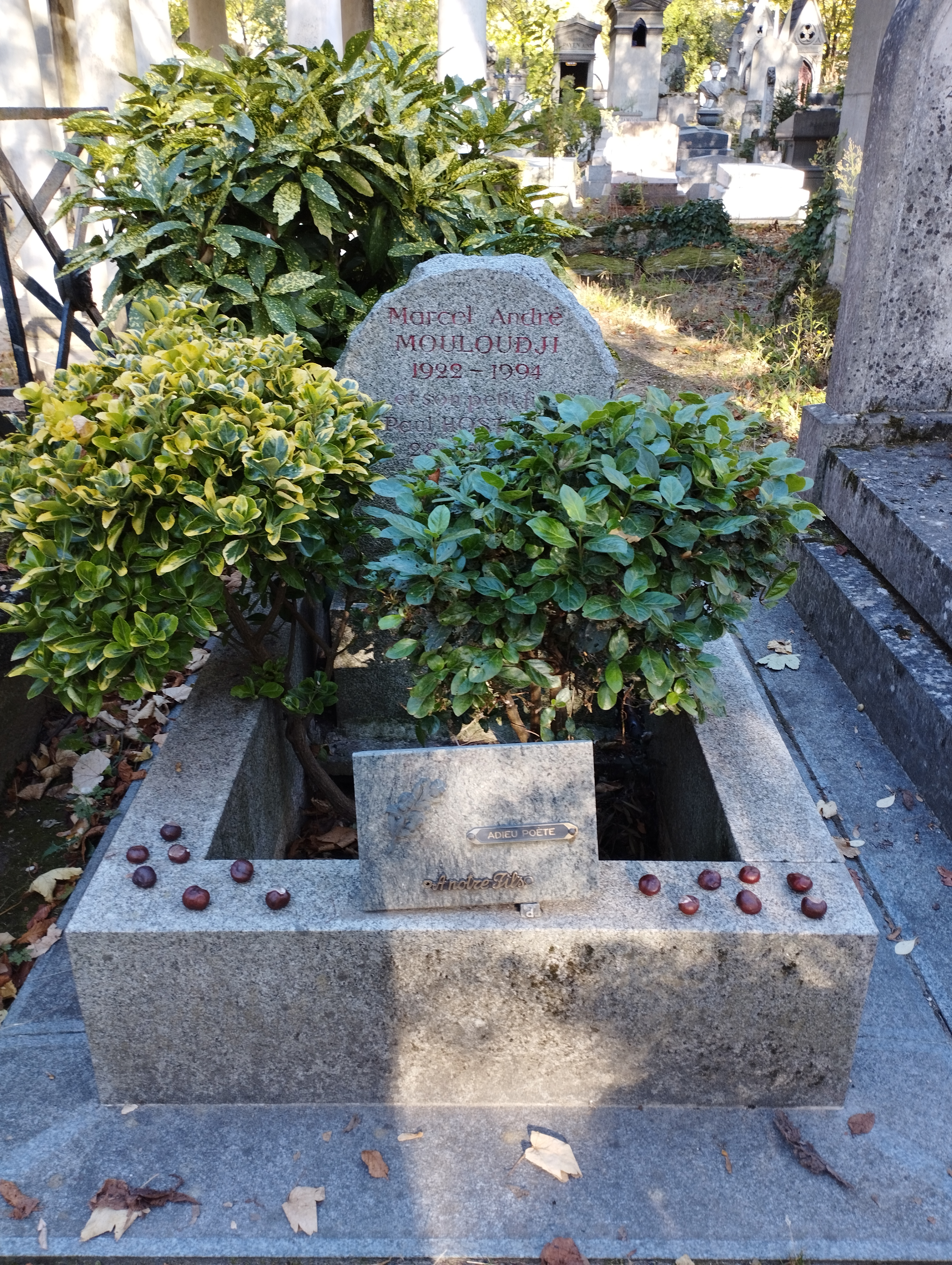
Tombe de Marcel Mouloudji au cimetière du Père-Lachaise (division 42).

Il s'éteint le 14 juin 1994, alors qu'il avait encore des projets tels que la suite de ses mémoires, cinq ans après le premier volume (cette suite, Le Coquelicot, a été publiée à titre posthume en 1997 aux éditions de l'Archipel), et un nouvel album. Il est inhumé au cimetière du Père-Lachaise, (division 42) à Paris.

### Vie privée

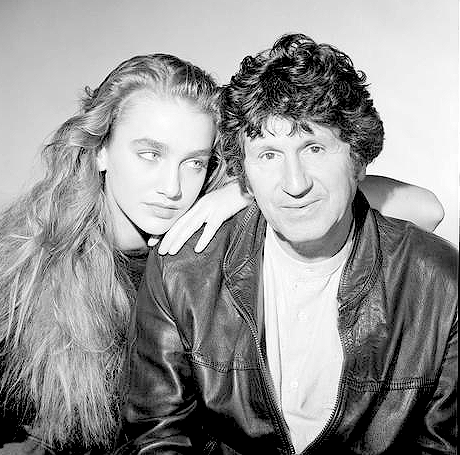
Annabelle Mouloudji et son père Marcel, en 1983

Louise Fouquet, dite Lola, est son épouse et son agent artistique de 1943 à 1969. Il a deux enfants, Grégory Mouloudji avec Lilia Lejpuner en 1960, et Annabelle Mouloudji (elle-même interprète de plusieurs chansons, dont Fuis, Lawrence d’Arabie durant les années 1980) avec Nicole Tessier en 1967. En 2023, Nathalie Rheims dévoile sa relation passionnelle avec Mouloudji en 1977 dans son roman autobiographique Au long des jours. La comédienne Liliane Patrick est sa dernière compagne.

## Hommages
- Il existe un square Marcel-Mouloudji dans le 19e arrondissement de Paris, une rue Mouloudji dans le quartier de La Duchère à Lyon 9e (nom choisi par les habitants), une rue Marcel Mouloudji à Blagnac, une rue Mouloudji à Mèze, une rue Mouloudji à Montpellier ainsi qu'une allée Mouloudji à Étaples, dans le Pas-de-Calais. Il y a aussi une école Marcel-Mouloudji à Suresnes, l'artiste ayant habité une maison dans cette commune une quinzaine d'années à la fin de sa vie ; il y avait composé la chanson En passant par Suresnes[18].

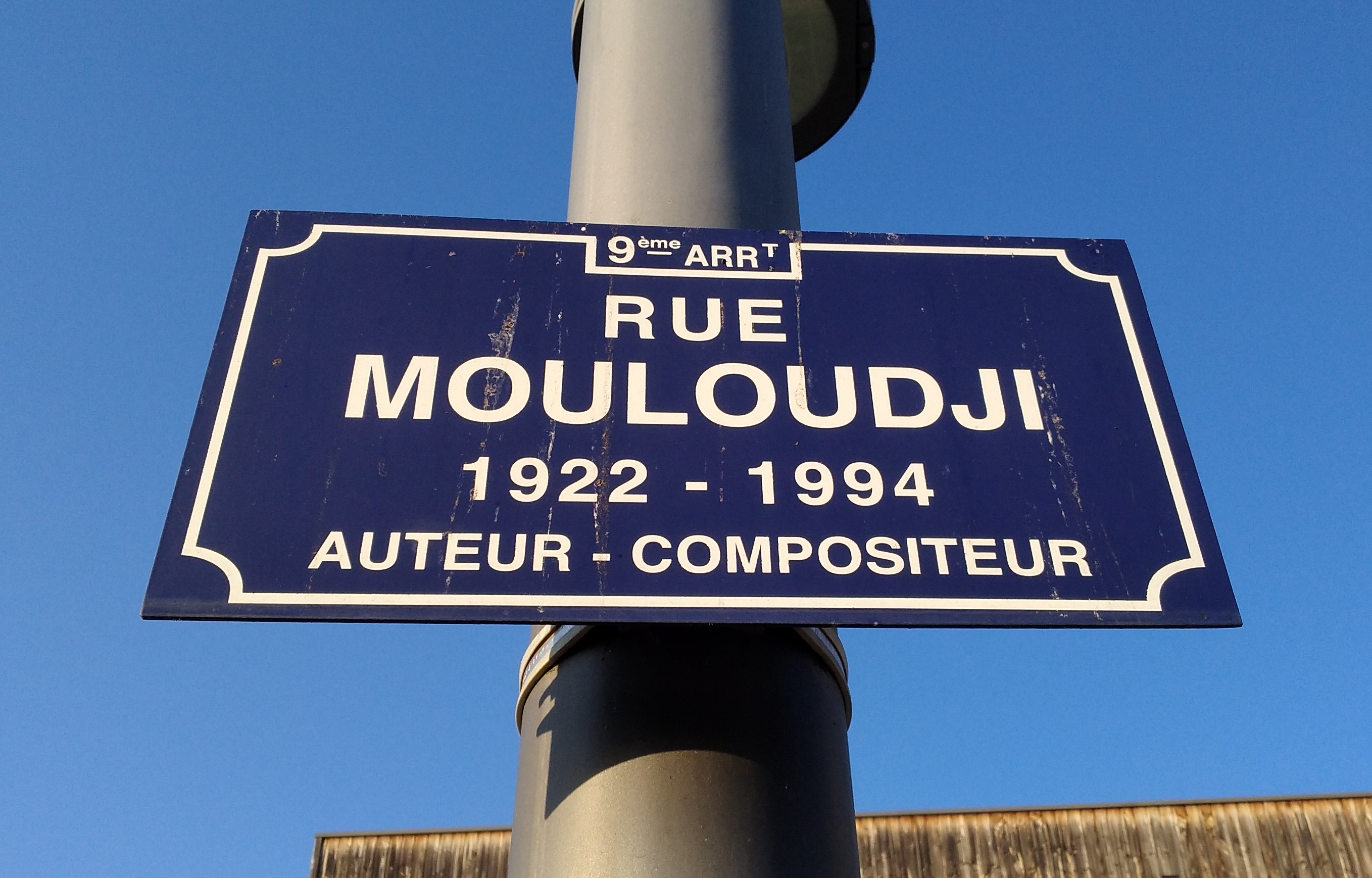
Rue Mouloudji à Lyon 9e.
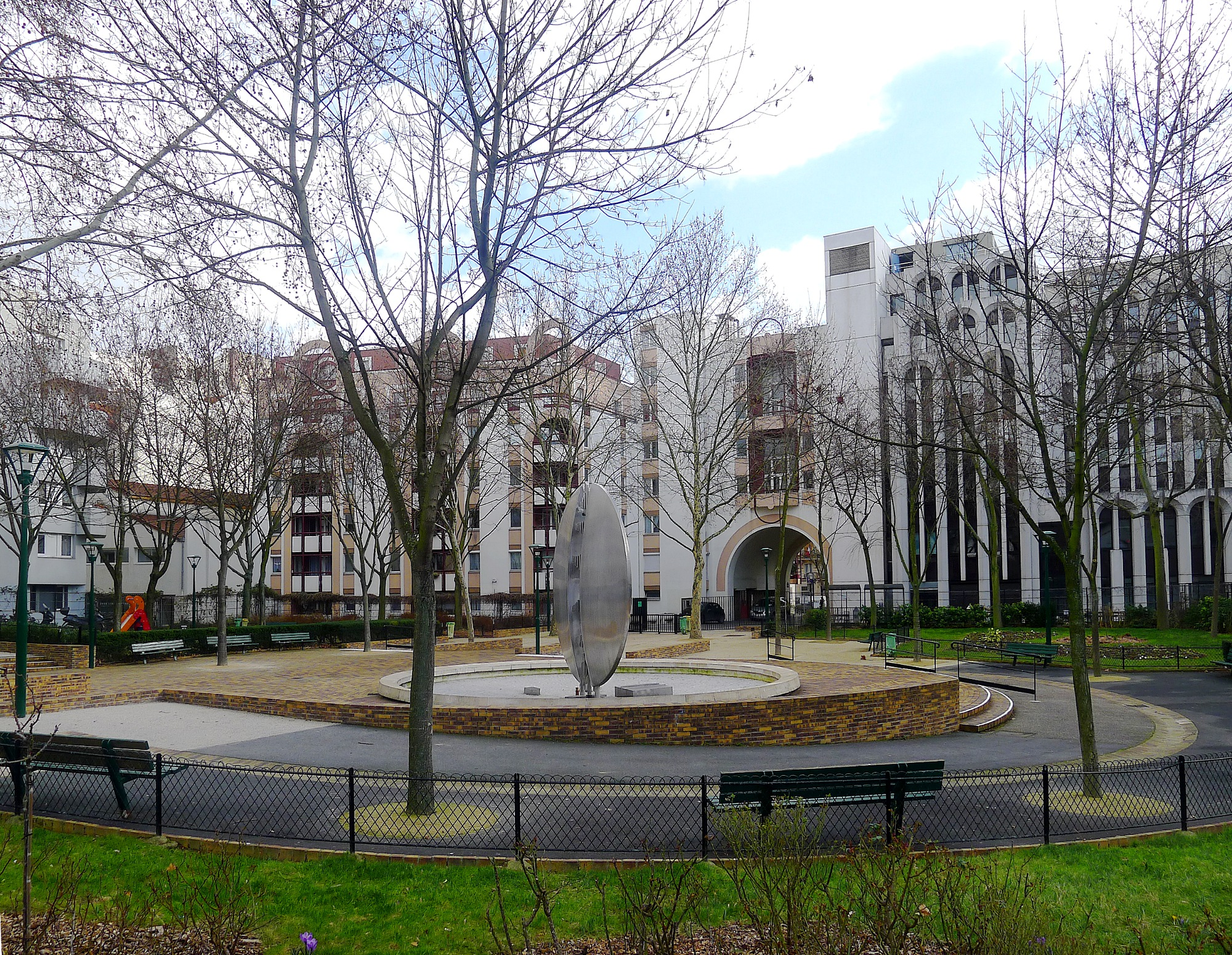
Square Marcel-Mouloudji à Paris 19e.
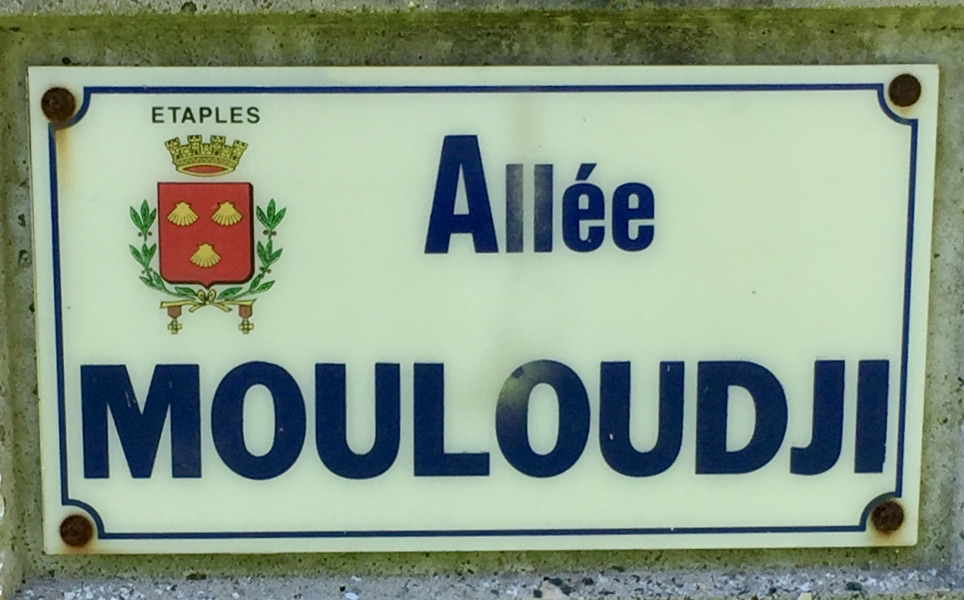
Allée Mouloudji à Étaples, dans le Pas-de-Calais.

## Discographie

### Albums en public
- 1954 : Récital public à paris volume 2

### Principaux succès
- 1951 : La Complainte des infidèles, paroles de Carlo Rim, musique de Georges van Parys (78 tours Le Chant du Monde)
- 1951 : Le Mal de Paris, paroles de Mouloudji, musique de Pierre Arimi (chanson thème de la série télévisée Le inchieste del commissario Maigret)
- 1951 : Comme un p'tit coquelicot, paroles de Raymond Asso, musique de Claude Valéry
- 1954 : La Chanson de Tessa, paroles de Jean Giraudoux, musique de Maurice Jaubert
- 1954 : Le Déserteur, paroles de Boris Vian (modifiées par Mouloudji), musique de Harold Berg
- 1954 : Un jour tu verras, paroles de Mouloudji, musique de Georges van Parys
- 1955 : Mon pote le gitan, paroles de Jacques Verrières, musique de Marc Heyral
- 1955 : La Complainte de la Butte, paroles de Jean Renoir, musique de Georges van Parys
- 1965 : Les Beatles de 40, paroles de Mouloudji, musique de Gaby Wagenheim
- 1970 : Autoportrait, paroles de Mouloudji, musique de Cris Carol
- 1973 : Faut vivre, paroles de Mouloudji, musique de Cris Carol
- 1974 : Merci (à la vie), paroles de Mouloudji, musique de Gaby Verlor
- 1975 : Que le temps passe vite, paroles de Mouloudji, musique de Gaby Verlor
- 1977 : Le bar du temps perdu, paroles de Mouloudji, musique de Gaby Verlor

### Participations
- La Commune en chantant - Double 33 tours - 1970 (album collectif : Armand Mestral, Les Octaves, Francesca Solleville…)[20].
- Ballades et complaintes syndicalistes - Le chant des ouvriers - Double 33 tours - 1972 (album collectif). Il y interprète Frère... Entends-tu ?..., Le Curieux satisfait, Angleterre debout, La Corvée d'eau, Le Chant des marais, et Le Chômage[20].

### Hommages et rééditions
- 2004, Un jour tu verras : deux CD remastérisés haute définition (Mercury/Universal)
- 2014. À l'occasion des 20 ans de sa disparition, en juin 2014, ses enfants Annabelle et Grégory initient plusieurs hommages en disque :

En souvenir des souvenirs, Hommage à Mouloudjialbum multi-artistes de reprises de chansons de Mouloudji : Louis Chedid chante Comme un p'tit coquelicot, Un jour, tu verras est repris par Annabelle Mouloudji en duo avec Alain Chamfort, Grégory Mouloudji dit le texte Je suis né à Paris. Figurent aussi Christian Olivier, Jil Caplan, Daphné, Melissmell, Baptiste W. Hamon, Frédéric Lo, Maud Lubëck.
Récital au Théâtre de la Renaissanceréédition du triple album en public enregistré en 1975 (Sony-BMG)
Mouloudji, cœur libre (2014)13 CD, 300 chansons (dont 157 jamais éditées en CD et 5 inédits) reprenant les enregistrements Philips, BAM, Disc'AZ et productions Mouloudji (Universal/ Productions Mouloudji)
Remastered Hits (2023)

## Filmographie

### Acteur
- 1936 : Ménilmontant de René Guissart - Toto
- 1936 : La Guerre des gosses de Jacques Daroy - La Crique
- 1936 : Jenny[21] de Marcel Carné - Le chanteur des rues
- 1937 : Mirages ou Si tu m'aimes d'Alexandre Ryder - Le groom
- 1937 : Claudine à l'école de Serge de Poligny - Moulou
- 1937 : À Venise, une nuit de Christian-Jaque - Le jeune Toto
- 1937 : Records 37 de Jacques B. Brunius et Jean Tarride
- 1938 : Les Disparus de Saint-Agil de Christian-Jaque : Philippe Macroy
- 1938 : Les Gaietés de l'exposition d'Ernest Hajos
- 1939 : Le Grand Élan de Christian-Jaque et Harry R. Sokal - Pierrot
- 1940 : L'Entraîneuse d'Albert Valentin - Le cancre
- 1941 : L'Enfer des anges de Christian-Jaque : le jeune Léon
- 1941 : Premier bal de Christian-Jaque - Le télégraphiste
- 1942 : Les Inconnus dans la maison d'Henri Decoin : Ephraïm "Amédé" Luska
- 1943 : Adieu Léonard de Pierre Prévert - Le ramoneur
- 1943 : Les Roquevillard de Jean Dréville
- 1943 : Vautrin de Pierre Billon - Calvi
- 1944 : L'Ange de la nuit d'André Berthomieu - Un étudiant
- 1945 : Boule de Suif de Christian-Jaque - Un Franc-tireur
- 1945 : Les Cadets de l'océan de Jean Dréville : Passicot
- 1946 : Le Bataillon du ciel (film tourné en deux époques : Ce ne sont pas des anges et Terre de France) d'Alexander Esway - Le Canaque
- 1947 : Les jeux sont faits de Jean Delannoy : Lucien Derjeu
- 1948 : Bagarres d'Henri Calef - Angelin
- 1948 : Tête blonde de Maurice Cam - Bernard
- 1949 : La Maternelle d'Henri Diamant-Berger - Paulo
- 1949 : Les Eaux troubles d'Henri Calef - Ernest
- 1950 : Justice est faite d'André Cayatte : Amadéo, le valet de ferme
- 1950 : La Souricière d'Henri Calef - Mouton
- 1951 : La Maison Bonnadieu de Carlo Rim - Le chanteur des rues
- 1951 : Gibier de potence de Roger Richebé - Ernest
- 1952 : Nous sommes tous des assassins d'André Cayatte : René Le Guen
- 1952 : Trois femmes d'André Michel - Raoul, dans le sketch : Mouche
- 1953 : La Vie d'un honnête homme de Sacha Guitry - Le chanteur
- 1953 : La Ballade des réverbères - court métrage - de Pierre Gout
- 1954 : Boum sur Paris de Maurice de Canonge - Il tient son propre rôle
- 1954 : Secrets d'alcôve, film à sketches, - Ricky dans le sketch Riviera express de Ralph Habib (il chante Un jour tu verras).
- 1955 : Tout chante autour de moi de Pierre Gout - Georges
- 1955 : Les Indiscrètes de Raoul André
- 1957 : Jusqu'au dernier de Pierre Billon : Quedchi
- 1958 : Rafles sur la ville de Pierre Chenal - Lucien Donati dit « Le Niçois »
- 1958 : Deux hommes sont arrivés (Llegaron dos hombres) d'Eusebio Fernández Ardavín et Arne Mattsson - Angel garcia
- 1958 : 58.2/B de Guy Chalon - Il assure le commentaire
- 1960 : La belle saison est proche - court métrage, documentaire - de Jean Barral - Il joue son propre rôle
- 1961 : La Planque de Raoul André - Georges
- 1962 : Le Livre muet - court métrage - de Gérard Dumont - Le jeune homme romantique
- 1977 : Jacques Prévert - moyen métrage, documentaire - de Jean Desvilles - Il tient son propre rôle

Marcel Mouloudji interprète uniquement des chansons dans les films suivants :
- 1951 : La Maison Bonnadieu de Carlo Rim - Il chante La Complainte des infidèles
- 1958 : Ma Jeannette et mes copains - court métrage de Robert Ménégoz
- 1970 : Biribi de Daniel Moosmann
- 1972 : Le Franc-tireur de Jean-Max Causse et Roger Taverne

## Théâtre

### Auteur
- Quatre Femmes
- Les Sargasses

### Comédien
- 1941 : Les Huit Cents Mètres  d' André Obey mise en scène de Jean-Louis Barrault, Stade Roland-Garros
- 1946 : Quatre Femmes de Marcel Mouloudji, mise en scène Jean Darcante, Théâtre de la Renaissance
- 1947 : Tobacco Road (en) de Jack Kirkland (en), mise en scène Jean Darcante, Théâtre de la Renaissance
- 1949 : La Tour Eiffel qui tue de Guillaume Hanoteau, mise en scène Michel de Ré, Théâtre du Vieux-Colombier
- 1949 : Les Voyous de Robert Hossein, mise en scène de l'auteur, Théâtre du Vieux-Colombier
- 1953 : Les Sargasses de et mise en scène Mouloudji, Théâtre de l'Œuvre
- 1959 : La Tête des autres de Marcel Aymé, mise en scène André Barsacq, Théâtre de l'Atelier
- 1968 : La Tête des autres de Marcel Aymé avec les tournées Charles Baret, notamment au Théâtre de Laval, le 21 février 1968 devant 636 spectateurs.

## Prix et distinctions
- 1944: Prix de la Pléiade pour le roman Enrico (son premier ouvrage)[22]
- 1953 : Grand Prix du disque de l’Académie Charles-Cros pour la chanson, Comme un p'tit coquelicot.

### Souvenirs
- Marcel Mouloudji, Enrico, Paris, Gallimard, coll. « Blanche », 7 décembre 1944, 184 p.Réimpression par les éditions L'Arbalète, Décines (1955) et par les éditions Mouloudji (1978).
- Marcel Mouloudji, Un Garçon sans importance, Paris, Gallimard, 15 décembre 1971, 274 p..
- Marcel Mouloudji, Le Petit invité, Paris, Balland, 1989, 205 p. (ISBN 2-7158-0765-1)Réimpression par Le Livre de poche en 1991  (ISBN 2253056766).
- Marcel Mouloudji, La Fleur de l'âge, Paris, Grasset, mai 1991, 206 p. (ISBN 2-246-45011-X).
- Marcel Mouloudji, Le Coquelicot, Paris, L'Archipel, 29 septembre 1997, 211 p. (ISBN 2-84187-062-6).

### Romans
- Mouloudji, En souvenir de Barbarie (roman), Gallimard, 1945.
- Mouloudji, La Grande sortie (roman), Gallimard, 1951.
- Mouloudji, La Guerre buissonnière (roman), Gallimard, 1959.
- Mouloudji, Le Petit vaincu (roman), Gallimard, 1963.
- Mouloudji, Le Pied-à-terre, (roman) éditions Marcel Mouloudji, 1977  (ISBN 2-902588-01-1)

### Divers
- Mouloudji, Le Jour des morts (poèmes), Jean-Jacques Sergent, 1973.
- Mouloudji, Complaintes (recueil de textes, chansons et poèmes), Seghers, 1975.

### Captation vidéo
- Vidéo VHS Secam Couleurs "Mouloudji Olympia 1975" Réalisateur : Rémy Grumbach Producteur : SFP Durée 52 min Gencod 3 297483 129329 Distribution France : SONY MUSIC pour Disques Déesse 11 Rue Lepic 75018 PARIS Référence DEE 31293-2